# Roßbach (Amper)
Der Roßbach ist ein ca. 3 km langer Bach im Gemeindegebiet von Haimhausen. Er gehört zum Flusssystem der Isar.
Der Bach entsteht in einem Graben in der Nähe des Laufs des Kalterbachs.
Er fließt nordwärts bis ins Altarmgebiet der Amper. Dort nimmt er noch den Krebsenbach auf und mündet in einen der Altarme.